# رايموند كيلي
رايموند كيلي (بالإنجليزية: Raymond Kelly)‏ هو ضابط أمريكي، ولد في 4 سبتمبر 1941 في نيويورك في الولايات المتحدة.

## وصلات خارجية
- رايموند كيلي على موقع إن إن دي بي (الإنجليزية)